# Тяжёлая лира
«Тяжёлая лира» — четвёртый поэтический сборник Владислава Ходасевича, вышедший в 1922 году в «Госиздате» и переизданный в Берлине.

## О сборнике
В 1920 году был выпущен предыдущий сборник поэта — «Путём зерна», включавший стихотворения 1914—1919 годов. Стихи, составившие «Тяжёлую лиру», большей частью были написаны Ходасевичем осенью 1920 года — после того, как поэт перебрался в Петроград. В августе 1921 года Ходасевич считал новый сборник (который планировал назвать «Узел») «почти готовым». Некоторое время поэт пытался договориться об издании книги с одним из московских частных издательств, но потерпел неудачу, и сборник вышел в Госиздате тиражом 3000 экз. в конце 1922 года, когда Ходасевича уже не было в стране (разрешение политредактора Госиздата было получено ещё 30 мая — за вычетом стихотворений «Искушение» и «Пускай минувшего не жаль…», первое из них в итоге в книгу вошло).
Ходасевич был недоволен качеством издания: позднее он отмечал, что «…московское издание совершенно негодное: в нем только искажающих смысл опечаток больше 15, стихи не в том порядке и т. д.». После переезда в Берлин, произошедшего летом 1922 года, поэт задумал переработку и переиздание книги. Второе издание было выпущено в издательстве З. И. Гржебина в конце того же года (то есть, почти одновременно с «госиздатовским») и значительно отличалось от первого. В частности, из 42 стихов первого издания три — «Слепая сердца мудрость…», «Слышать я вас не могу…» и Невеста — были выброшены (и не вошли в итоговое «Собрание стихов» 1927 года) и пять (в том числе «Пускай минувшего не жаль…») добавлены, также был изменён порядок стихотворений (впрочем, первое и последнее стихотворения «московского» издания — Музыка и Баллада — остались на своих местах).
Впоследствии сборник был включен в итоговую поэтическую книгу Ходасевича «Собрание стихов» (1927, Париж) в качестве цикла. При этом поэтом было добавлено ещё два стихотворения («Странник прошел, опираясь на посох…» и «Гляжу на грубые ремесла…»).
Сборник назван по строке из завершающего и (по мнению некоторых исследователей) ключевого его стихотворения Баллада: «И кто-то тяжелую лиру // Сквозь ветер мне в руки дает…».

## Критика
Выход «Тяжёлой лиры» (как и творчество Ходасевича этого периода вообще) вызвал широкий резонанс в творческой среде обеих столиц. 29 мая 1922 года в Москве был устроен вечер поэта, где Ходасевич читал стихи из будущего сборника, и «куда собралась по тому времени огромная толпа». Отзывы о книге в печати распределились от восторженных (Андрея Белого) до резко отрицательных (футуриста Николая Асеева), причём от «левых» критиков досталось и выпустившему сборник Госиздату.